# Donald’s Better Self
Donald’s Better Self (рус. «Лучшая сторона Дональда») — анимационный эпизод мультсериала про Дональда Дака, созданный Уолтом Диснеем в 1938 году.
Дональд спит, как вдруг звонит будильник в Школу. Дональд игнорирует звонок. Появляется Ангел Дональда, который будит его, чтобы он не опоздал. Дональд только собрался стать, как друг появился его Дьявол и начал говорить, чтоб он поспал ещё. Ангел Дональда не сдаётся и орёт на Дональда. Тот сразу встаёт с кровати и одевает свою форму. Ангел даёт ему учебники и они вместе идут в школу.
По дороге ему встречается Дьявол и уговаривает ем пойти на Рыбалку, на что Дональд охотно соглашается. Когда они приходят на ручей, Дьявол предлагает Дональду покурить. Тот сначала испугался, а потом согласился. Дональд сначала чуть ли не сжигает сой хвост, а потом уже закуривает. Дьяволу это не нравится и он показывает ему, как курят настоящие мужчины. Дональд решил попробовать затянуться ещё раз, но нечаянно проглатывает табачный дым, из-за чего ему становится плохо.
Ангел повсюду разыскивает Дональда. Она обнаруживает его вместе с Дьяволом. Ангел хочет обсудить сё словами, но Дьявол не желает ничего слушать. Он выбрасывает Ангела в ручей. Ангел этого не прощает и избивает и закапывает Дьявола. Дональд идёт в школу.
Интересный факт:
Судя по постерам спальне Дональда можно понять, что он увлекается Диким Западом и Ковбоями.